# シャムイ・ジャハーン
シャムイ・ジャハーン（ペルシア語： شمعِ جهان, Sham‘-i Jahān、? - 1407年もしくは1408年）は、14世紀後半以降のチャガタイ・ウルスにおける、いわゆるモグーリスタン・ハン国の第5代君主（在位1403年? - 1407年もしくは1408年）。漢語史料では沙迷査干と表記される。
ヒズル・ホージャの子。即位前はティムールの宮廷に留まっていたが、1397年にモグーリスタンに帰国する。
ハミの忠順王アク・テムル（安克帖木児）が北元のオルク・テムルによって毒殺されると、報復としてオルク・テムルを攻めた。明に対して数度朝貢し、ティムールが死去した1405年に祖先の故地であるサマルカンドを奪還するため、ティムール朝への出兵を計画した。明に支援を要請するが、把太ら明からの使者に出兵を思いとどまるよう説得され、攻撃を中止した。跡を弟のムハンマドが継いだ。